# Our Lady of the Isles

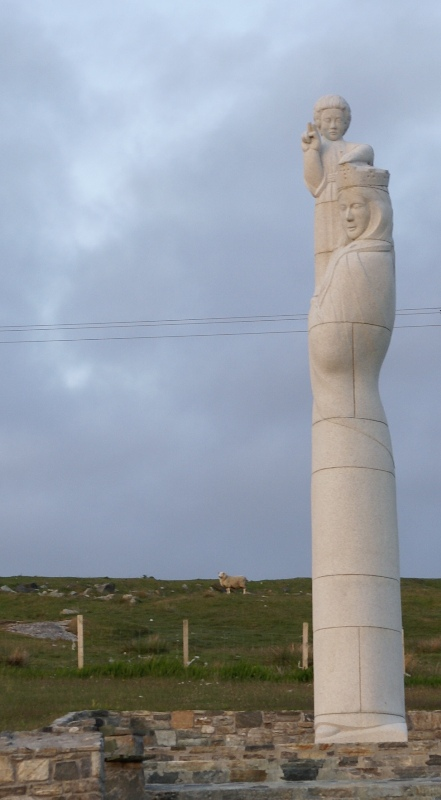
Our Lady of the Isles op Rueval Hill in South Uist.

Our Lady of the Isles (in het Schots-Gaelisch: Moire ro Naomh nan Eilean), in het Nederlands: Onze-Lieve-Vrouw van de Eilanden, is een Mariabeeld, staande op South Uist in de Schotse Buiten-Hebriden.

## Locatie
Het beeld van Our Lady of the Isles staat ten oosten van de A865 op de westelijke helling van Rueval Hill in het noorden van South Uist. Er loopt een geasfalteerde weg tussen de A865 en het beeld.

## Geschiedenis
In het Mariajaar 1954 kwam pastoor John Morrison met het initiatief om een beeld van Our Lady of the Isles te realiseren. Zijn doel hierbij was om de manier van leven, de taal en de cultuur van het eiland in stand te houden, die bedreigd werd door een groot project van het Ministerie van Defensie die een oefenterrein voor raketten wilde opzetten. Als locatie voor het Mariabeeld werd Rueval Hill uitgekozen, waardoor het als het ware uitkeek over een groot deel van het eiland, maar vooral ook over de te bouwen militaire installatie.
Het beeld werd betaald door de lokale bevolking. Het werd in 1957 geplaatst. Op 15 augustus 1958 werd het geconsacreerd door bisschop Kenneth Grant.

## Beschrijving
Met een hoogte van negen meter is Our Lady of the Isles het hoogste religieuze standbeeld in Groot-Brittannië. Het granieten beeld werd ontworpen door Hew Lorimer. Zoals gebruikelijk wordt Maria afgebeeld met het Jezuskind in haar armen. Dit beeld is echter bijzonder, omdat zij het Jezuskind hoger vasthoudt dan gebruikelijk, waardoor het Jezuskind, leunend tegen Maria's schouder, boven haar uitsteekt.
De Madonna heeft het gezicht van een typische eilandvrouw.